# Haemalea lophopleura
Haemalea lophopleura är en fjärilsart som beskrevs av Louis Beethoven Prout 1938. Haemalea lophopleura ingår i släktet Haemalea och familjen mätare. Inga underarter finns listade i Catalogue of Life.